# Chris McKay
Pour les articles homonymes, voir McKay.
Chris McKay, également connu sous le nom de Chris Taylor, est un réalisateur, producteur, directeur de l’animation et un scénariste américain né le 11 novembre 1973 à Winter Park.

## Biographie
Il est surtout connu pour avoir dirigé et monté trois saisons de Robot Chicken et deux saisons de Moral Orel (en). Il est aussi le codirecteur de l'animation et animateur superviseur avec Alifie Oliver sur La Grande Aventure Lego (2014), coécrit et coréalisé par Phil Lord et Christopher Miller.
Il a fait ses débuts en tant que réalisateur avec le long métrage d'animation Lego Batman, le film en 2017. Il fait ensuite ses débuts de scénariste en participant à l'écriture du film Le Voyage du Docteur Dolittle de Stephen Gaghan, sorti en 2020.
Il réalise son premier film en prise de vues réelles, The Tomorrow War. En raison de la pandémie de Covid-19, la sortie au cinéma est annulée au profit d'une diffusion sur Prime Video.
Il réalise ensuite la suite de Lego Batman, le film, prévue pour 2022. Il tourne après cela Renfield, comédie horrifique centrée sur le laquais de Dracula, R. M. Renfield. Le film sort en 2023.

## Filmographie

### Réalisateur
- 2017 : Lego Batman, le film
- 2021 : The Tomorrow War
- 2023 : Renfield

### Scénariste
- 2020 : Le Voyage du Docteur Dolittle de Stephen Gaghan (avec Stephen Gaghan, Dan Gregor et Doug Mand)

### Animation
- 2014 : La Grande Aventure Lego de Phil Lord et Christopher Miller (co-directeur de l’animation et animateur superviseur avec Alfie Olivier)

### Monteur
- 2014 : La Grande Aventure Lego de Phil Lord et Christopher Miller

### Producteur
- 2017 : Lego Ninjago, le film de Charlie Bean, Bob Logan et Paul Fisher
- 2019 : La Grande Aventure Lego 2 de Mike Mitchell et Trisha Gum
- 2023 : Renfield de lui-même